# Bataille de Magdhaba
Première Guerre mondiale
Batailles
Front du Moyen-Orient
- Afrique du Nord
- Caucase
- Perse
- Dardanelles
- Mésopotamie
- Sinaï et Palestine
- Arménie
- Ctésiphon (11-1915)
- Kut-el-Amara (12-1915)
- Romani (8-1916)
- Magdhaba (12-1916)
- Révolte arabe
- Rafa (1-1917)
- Bagdad (3-1917)
- 1re Gaza (3-1917)
- 2e Gaza (4-1917)
- Aqaba (7-1917)
- Beer-Sheva (10-1917)
- 3e Gaza (11-1917)
- Jérusalem (12-1917)
- Megiddo (9-1918)
- Damas (9-1918)
- Alep (10-1918)

Front d'Europe de l’Ouest
Front italien
Front d'Europe de l'Est
Front des Balkans
Front africain
Bataille de l'Atlantique
La bataille de Magdhaba (officiellement connue sous le nom d'affaire de Magdhaba en Grande-Bretagne) prit place le 23 décembre 1916 au sud et à l'est de Bir Lahfan dans le Sinaï, à environ 30 à 40 km de la mer Méditerranée et de la ville d'El-Arich. Cet engagement fait partie de la campagne du Sinaï et de la Palestine, elle-même étant une campagne de la Première Guerre mondiale.

## Contexte historique
En 1914, l'Europe est divisée entre deux systèmes d'alliances : la Triplice et l'Entente. Dès 1906, la prévision d'une guerre au cours de laquelle les troupes germanoturques prendraient l'Égypte en traversant le canal de Suez et provoqueraient une révolte de l'Afrique musulmane déstabilisant ainsi les colonies de l'Entente poussent les Britanniques à élaborer un plan pour intimider les Orientaux et les forcer à signer une paix séparée.
Ce plan prévoyait une action offensive à la fois navale et terrestre pour prendre possession des Détroits, menacer Constantinople et obliger ainsi la Grande Porte à la paix. Une telle offensive nécessitait un grand déploiement de navires de guerre ainsi que d'importantes troupes d'infanterie.